# Joachim Böttcher

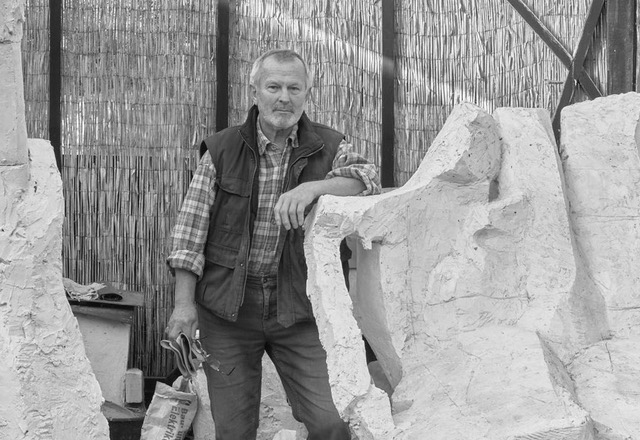
Joachim Böttcher im November 2021

Joachim Böttcher (* 24. Januar 1946 in Oberdorla, Thüringen; † 5. Oktober 2022 in Stabeshöhe, Uckermark) war ein deutscher Maler, Zeichner, Grafiker und Bildhauer.

## Leben
Joachim Böttcher lernte nach dem Abitur Steinmetz und studierte von 1967 bis 1972 Malerei und Graphik an der Hochschule für Bildende Künste Dresden bei Herbert Kunze und Gerhard Kettner. Von 1980 bis 1983 war er Meisterschüler der Akademie der Künste der DDR bei dem Bildhauer Werner Stötzer. Seit dieser Zeit begann er mit der eigenen bildhauerischen Arbeit. Seit 1983 lebte er freischaffend in Berlin, seit 1991 auch in Stabeshöhe in der Uckermark. Joachim Böttcher war bis 1990 Mitglied des Verbands Bildender Künstler der DDR.
Im Jahr 2000 hatte er einen Lehrauftrag für Bildhauerei an der Kunsthochschule Berlin-Weißensee. 2003 war Joachim Böttcher Stipendiat des Kunstvereins Röderhof e. V., 2007 im Künstlerhaus Lukas in Ahrenshoop. 2010 erhielt er den Brandenburgischen Kunstpreis der MOZ (Märkische Oderzeitung) für Bildhauerei, 2016 den Ehrenpreis des Ministerpräsidenten des Landes Brandenburg für ein Lebenswerk.
Von 2000 bis zum Jahr 2021 war er Vorsitzender des Vereins Berliner Kabinett. Der Verein vergibt seit 1998 den Egmont Schaefer-Preis für Zeichnung.
Zu seinen Studienfreunden gehörten u. a. die Maler Rainer Zille und Stefan Plenkers. Joachim Böttcher ist der jüngere Bruder des Malers Manfred Böttcher.

## Ausstellungen
Joachim Böttcher nahm seit 1975 an Ausstellungen im In- und Ausland teil. In der DDR hatte er eine bedeutende Zahl von Einzelausstellungen und Ausstellungsbeteiligungen, u. a. von 1977 bis 1988 an der VIII. bis X. Kunstausstellung der DDR in Dresden.

## Arbeiten in Sammlungen
Werke befinden sich in zahlreichen privaten und öffentlichen Sammlungen unter anderem:
- Kunstmuseum Ahrenshoop
- Stiftung Preußischer Kulturbesitz, Berlin, Nationalgalerie, Kupferstichkabinett und Sammlung der Zeichnungen
- Sammlung Ludwig, Aachen
- Kunstsammlung im Deutschen Reichstag
- Senat von Berlin
- Kunstsammlung der Akademie der Künste (Berlin)
- Stiftung Stadtmuseum Berlin
- Brandenburgische Kunstsammlungen, Cottbus
- Victoria Versicherungsgruppe, Düsseldorf
- Museum Ludwig, Köln
- Kunstsammlung der Deutschen Bank, Luxemburg
- Kloster Unser Lieben Frauen, Magdeburg
- Kunstsammlung Neubrandenburg
- Kunstsammlung der Sparkasse Uckermark
- Kunsthalle Rostock
- Staatliches Museum Schwerin
- Sammlung Ulrike und Stefan Behrens, Deutsche Kunst des 20. Jahrhunderts